# 24P/Schaumasse
24P/Schaumasse – kometa okresowa, należąca do rodziny komet Jowisza.

## Odkrycie i nazwa
Kometę tę odkrył astronom francuski Alexandre Schaumasse 1 grudnia 1911 roku w Observatoire de Nice w Nicei (Francja).   
W nazwie znajduje się zatem jego nazwisko.

## Orbita komety
Orbita komety 24P/Schaumasse ma kształt wydłużonej elipsy o mimośrodzie 0,7. Jej peryhelium znajduje się w odległości 1,2 j.a., aphelium zaś 6,96 j.a. od Słońca. Jej okres obiegu wokół Słońca wynosi 8,25 roku, nachylenie do ekliptyki to wartość 11,75˚.

## Właściwości fizyczne
Jądro tej komety ma wielkość 2,6 km.